# Megullia truncata
Megullia truncata är en spindelart som beskrevs av Tord Tamerlan Teodor Thorell 1897. Megullia truncata ingår i släktet Megullia och familjen lospindlar.
Artens utbredningsområde är Vietnam. Inga underarter finns listade i Catalogue of Life.